# Centro Suono Sport
Centro Suono Sport è una emittente radiofonica italiana. È una delle emittenti romane a connotazione sportiva più ascoltate.

## Programmazione
Il suo palinsesto è per lo più dedicato alla squadra di calcio della Roma. La programmazione avviene nella fascia oraria dalla ore 6,00 alle ore 24,00 con l'avvicendarsi di molti speaker e giornalisti, tra cui Claudio Moroni, Mario Corsi, Alessandro Doria, Massimiliano Leggeri, Massimo D'Adamo, Alberto Mandolesi, Marco Muscarà, Daniele Carboni, Cristiano Abbonizio, Roberto Rapaglià,  Massimiliano Martino  ed Emiliano Recchia.
Questa emittente è nota soprattutto per la trasmissione "Te la do io Tokyo", condotta da Mario Corsi (Marione) con Jonathan Calò, dedicata all'AS Roma e vincitrice di nove "Microfono d'Oro" consecutivi. Tra gli altri vincitori della manifestazione, nel corso degli anni, anche Alberto Mandolesi, Valeria Biotti, Paolo Marcacci. 
L'emittente si avvale della collaborazione di opinionisti e giornalisti come Pino Cerboni e Malcom Pagani del Fatto Quotidiano, il direttore del Fatto Quotidiano Antonio Padellaro, il giornalista Sky Gianluca Di Marzio per quanto riguarda le notizie di mercato, e anche di ex calciatori come Paolo Alberto Faccini, Ruggiero Rizzitelli e Giampiero Maini.
Nelle varie trasmissioni intervengono spesso personaggi famosi, tra cui Antonello Venditti, Claudio Amendola,  Andrea Perroni, Ricky Memphis, Maurizio Battista e alcuni membri dei Velvet.
La trasmissione "Centro Suono Stadio", condotta da Alfio Russo e Roberto Rapaglià, con la radiocronaca di Marco Cordaro e Daniele Carboni, accompagna i tifosi durante le partite della Roma.